# Макаренко Аліна Андріївна
Аліна Андріївна Макаренко (рос. Алина Андреевна Макаренко, 14 січня 1995) — російська гімнастка, олімпійська чемпіонка.

## Виступи на Олімпіадах
| Олімпіада   | Дисципліна | Місце |
| ----------- | ---------- | ----- |
| Лондон 2012 | групові    | 1     |